# Metlićice
Metlićice (lat. Pempheridae), porodica manjih morskih riba iz reda grgečki Perciformes raširenih po zapadnom Atlantiku, i Indijskom i Tihom oceanu. Maksimalno mogu narasti do 30 centimetara. Neka od obilježja su im velike oči i kratka leđna peraja. Nekoliko vrsta ima i luminiscentne organe, a sve vrste osim jedne (Pempheris poeyi) imaju plivaći mjehur.
Pempheridae (na engleskom jeziku nazivaju ih čistačima) danju se krije po grebenima, pećinama i drugim skloništima (kao što su potopljeni brodovi), a noću se rasprše u potragu za zooplanktonom kojim se hrane.
Prva vrsta koja je opisana a pripada rodu po kojem je porodica dobila ime je Pempheris compressa, endem je jugoistočne Australije i Novog Zelanda. Naraste do 20 cm, a opisao ju je White još 1790 godine. U najnovije vrijeme otkrivene su dvije vrste Pempheris ufuagari 2013 i Pempheris tominagai) 2014 godine.
Nisu omiljene u akvaristici; trgovački su beznačajne, a za ljude potpuno bezopasne.

## Vanjske poveznice
|  | Zajednički poslužitelj ima još gradiva o temi Pempheridae |
|  | Wikivrste imaju podatke o taksonu Pempheridae             |